# Otto Girndt (Mediziner)
Otto Girndt (* 31. August 1895 in Idstein; † 30. April 1948 in Erfurt) war ein deutscher Mediziner und Pharmakologe.

## Leben
Girndts Eltern sind der Oberstudienrat Martin Girndt und seine Frau Anna geb. Juntke.
Otto Girndt bestand 1914 in Magdeburg die Reifeprüfung und studierte anschließend Medizin an der Eberhard Karls Universität Tübingen. Am 2. November 1914 wurde er Fuchs im Corps Rhenania Tübingen. Er meldete sich 1915 als Kriegsfreiwilliger und nahm bis 1918 am Ersten Weltkrieg teil, zuletzt als Leutnant. Am 28. März 1919 wurde er bei Rhenania recipiert. Im April/Mai 1919 beteiligte er sich in der Tübinger Studentenkompanie an der Befreiung Augsburgs und Münchens von der Münchner Räterepublik. Nach fünf Partien wurde er am 24. Oktober 1919 inaktiviert. Er wechselte an die Friedrich-Wilhelms-Universität zu Berlin und kehrte nach Tübingen zurück.
Nachdem er 1921 das Staatsexamen bestanden hatte, wurde er zum Dr. med. promoviert.
Nach zwei Jahren an der Universität Utrecht war Girndt ab 1926 wieder in Tübingen. Nach acht Jahren am pharmakologischen Institut der neuen Johann Wolfgang Goethe-Universität Frankfurt am Main wurde er 1934 zum a.o. Professor ernannt. Er war April 1932 der SA beigetreten und zum 1. April 1933 der NSDAP (Mitgliedsnummer 1.821.315). Girndt und Walther Laubender hatten sich in Frankfurt bei Werner Lipschitz habilitiert. Trotzdem denunzierten sie ihn. Im selben Jahr folgte Girndt dem Ruf der Medizinischen Akademie Düsseldorf auf ihren Lehrstuhl für Pharmakologie.
Im Zweiten Weltkrieg wurde Girndt nach Jena evakuiert. Dort leitete er ein medizinisches Institut. Noch im Krieg erkrankte er an einer Tuberkulose des Halses. Er erlag ihr nach langem Krankenlager im Alter von 52 Jahren. Als Anhänger des Nationalsozialismus war er 1945 seines Düsseldorfer Amtes enthoben worden. Auf der Tagung der Deutschen Pharmakologischen Gesellschaft 1949 in Düsseldorf hielt Otto Riesser eine Gedenkrede auf Girndt. Im Jahr 1943 wurde Otto Girndt in der Sektion Pathologie zum Mitglied der Leopoldina gewählt.

## Auszeichnungen

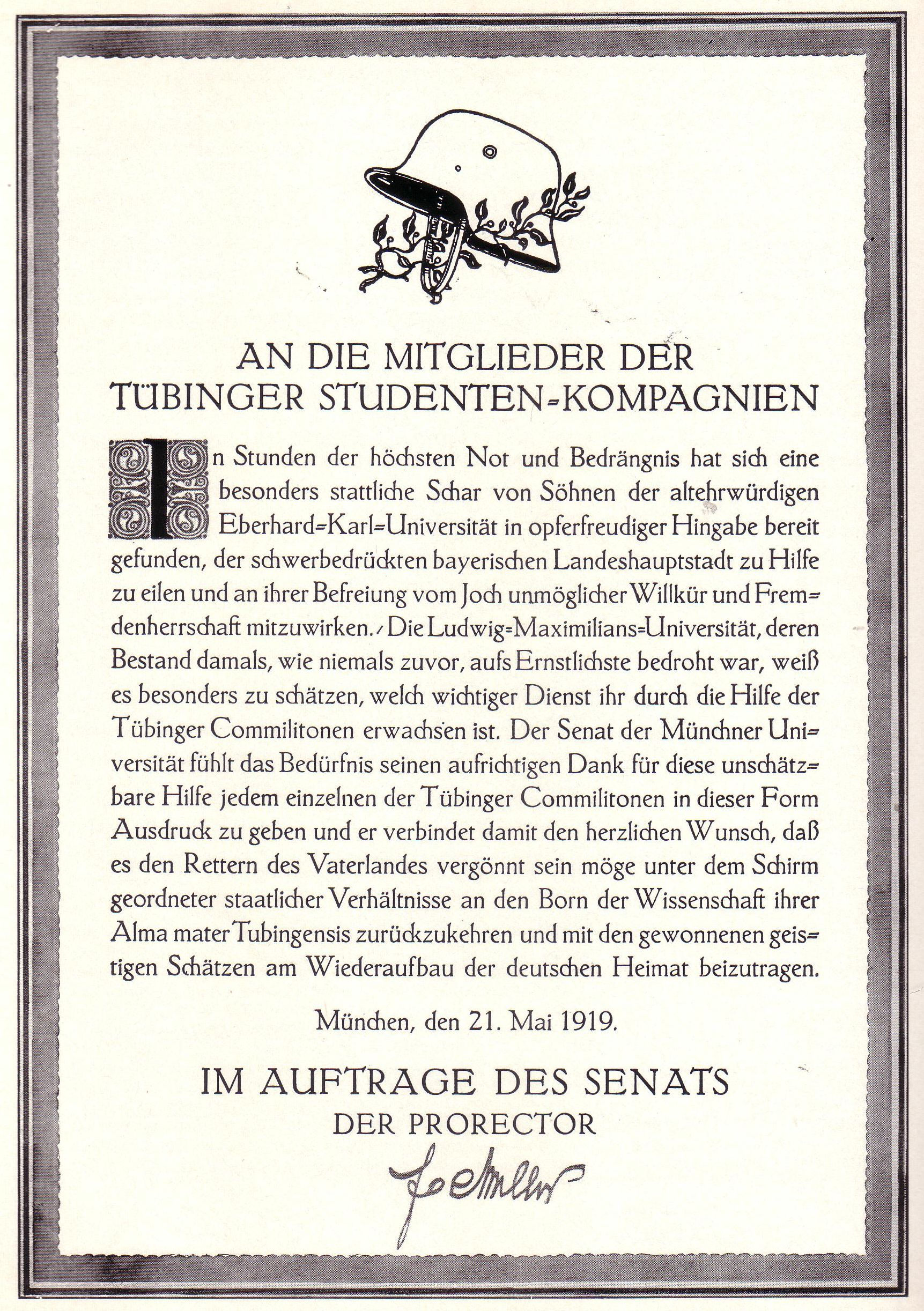
Münchner Dank an die Tübinger Studentenkompanie

- Eisernes Kreuz 2. Klasse
- Eisernes Kreuz 1. Klasse
- Beobachterabzeichen
- Verwundetenabzeichen
- Ehrenkreuz des Weltkrieges